# ぽんぴら温泉
ぽんぴら温泉（ぽんぴらおんせん）は、北海道中川郡中川町にある温泉。名称の「ぽんぴら（誉平）」は、アイヌ語で小さな崖を意味する「ポン・ピラ」に由来する。

## 泉質
- 塩化物強塩泉
  - 源泉温度9℃

## 温泉地
- 日帰り入浴施設と宿泊施設を兼ねたポンピラアクアリズイングの一軒宿。
- 一軒宿には温泉とセットになった温水プールがある。

## 歴史
- 1973年（昭和48年） - ぽんぴら温泉開館
- 1993年（平成5年） - ぽんぴら温泉、ポンピラアクアリズイングとしてリニューアルオープン

## アクセス
- 鉄道 : 宗谷本線天塩中川駅下車徒歩約20分